# Lophoptera alutacea
Lophoptera alutacea là một loài bướm đêm trong họ Noctuidae.